# Kissi Kaba Keita
 (octobre 2024).
Si vous disposez d'ouvrages ou d'articles de référence ou si vous connaissez des sites web de qualité traitant du thème abordé ici, merci de compléter l'article en donnant les références utiles à sa vérifiabilité et en les liant à la section « Notes et références ».
Pour les articles homonymes, voir Keita et Kaba.
Kissi Kaba Keita était un guerrier et chef Kissi au XIXe siècle qui a réussi à unir de nombreuses chefferies Kissi sous son règne et à résister à la conquête française pendant de nombreuses années.

## L'accession au trône
Kissi Kaba Keita était le fils de Suleimani Leno, fils de Fadaka. Il adopta un nom mandingue pour prouver sa légitimité au trône en tant que parent supposé de Soundiata Keita. Des intrigues autour du trône mettent Kissi Kaba en conflit direct avec son cousin Asana Leno, fils de Sépé de Korodou. Son succès a conduit à son sacre avec le soutien de son père adoptif Soulemani Savané. Par conséquent, il a étendu son contrôle à la frontière avec Soulemani Savané.
Durant son règne, il rallia les Kurankos de Morige, et les Leles de Yombiro. Lorsqu'il est poussé au combat, il assemble une armée dirigée par des divisions selon leur origine : les Kurankos sous Kourani-Sori Mara, les guerriers du Faramayan, son lieu d'origine, sous lui et les divisions de Buye et Nbelto. Son général était Dawo Leno, et sous lui étaient Masa, Uri Mano de Bendu et Bampo Tenkiano de Nende Lane. Avec cette armée, il avait surtout tenté de conquérir Bendu, Fermesadou et Tenkin.

## Résistance à la conquête française
Lorsque les Français sont arrivés en 1892, il a dû laisser les chefs relativement autonomes des régions respectives se défendre. En raison de la supériorité technologique des Français, Kissi Kaba recourait principalement à des tactiques de guérilla : ses guerriers attendraient les troupes françaises cachés près des rivières ou dans des forêts et attaqueraient les Français par surprise dans le but principal d'enlever ou de tuer les officiers français. De plus, ils couperaient tous les ponts de lianes pour ralentir l'avancée française. Cependant, en 1893, Kissi Kaba s'est rendu compte que sa résistance échouerait et s'y soumet. A ce titre, ils l'ont reconnu comme chef du territoire Kissi du nord. Cependant, sa relation avec les Français s'est progressivement détériorée, ce qui a d'abord conduit les Français à nommer ses rivaux dans un certain nombre de ses chefferies, jusqu'à ce qu'il soit finalement exécuté à Siguiri.

## Retour de ses cendres à Kissidougou
En 1978, les cendres de Kissi Kaba ont finalement été ramenées à Kissidougou depuis Siguiri où avait été abattue par la puissance coloniale française. Bien que connu sous le nom de kissi, Kissi Kaba avait revendiqué la parenté de Soundiata Keita, l'empereur du Mali. Lors de la cérémonie du retour de ses cendres, cette relation a été racontée par certains griots (Selon ces rapports, Kissi Kaba descendait de Mansa Dankaran Touman, le premier fils de faama Naré Maghann Konaté . Dankaran Touman était le frère aîné de Soundiata Keita).